# Guldfågeln Arena
La Guldfågeln Arena è uno stadio di calcio situato a Kalmar, in Svezia. Ospita le partite casalinghe del Kalmar FF.
L'impianto può ospitare fino a 12 150 spettatori, di cui 10 650 a sedere e 1 500 in piedi, ma in caso di concerti la capienza può arrivare a 15 000 circa. Si trova in un'area zona commerciale e industriale di periferia, a nord-ovest rispetto al centro cittadino di Kalmar. In base alla classificazione UEFA, è uno stadio di Categoria 4.
Dispone anche di 12 lodge, 3 sale conferenza, 24 posti per sedie a rotelle, 123 bagni e 60 monitor per seguire la partita, oltre a un ristorante, un pub, 13 chioschi, lavanderia, palestra, uffici e locali ad uso medico. Sul lato corto nord è inoltre presente un maxischermo di oltre 50 m². Tutti i posti sono coperti. La facciata è rivestita in policarbonato e può quindi cambiare colore.

## Storia
Nel 2008, mentre il Kalmar FF vinceva il suo primo campionato svedese, veniva portato avanti l'iter per la costruzione di una nuova arena al posto del vecchio Fredriksskans IP. Nel luglio del 2009, superati alcuni ostacoli burocratici, è arrivato il via libera per il finanziamento e per il conseguente inizio dei lavori.
La costruzione del nuovo stadio è iniziata ufficialmente il 12 dicembre 2009 davanti a 700 persone accorse per l'occasione nonostante il maltempo. I lavori sono durati circa un anno e tre mesi, e sono costati intorno ai 250 milioni di corone svedesi.
Il 4 giugno 2010, l'azienda di carni avicole Guldfågeln ha ufficializzato i diritti di sponsorizzazione dello stadio con un accordo valido inizialmente dal 2011 al 2017, ma successivamente esteso fino al 2024. Durante le partite internazionali, tuttavia, viene utilizzata la denominazione di Kalmar Arena a causa delle norme UEFA in materia di sponsorizzazioni.
La sua edificazione è stata completata entro il 15 marzo 2011, data originariamente prevista per la fine dei lavori. La prima partita ufficiale è stata disputata l'11 aprile 2011, quando il Kalmar ha battuto il Djurgården per 3-2 in un incontro valido per la seconda giornata dell'Allsvenskan 2011.
Nel luglio del 2013, lo stadio è stato uno dei sette impianti svedesi in cui si è giocato il campionato europeo femminile di calcio di quell'anno. Ha ospitato nello specifico tre partite della fase a gruppi e il quarto di finale tra Norvegia e Spagna.
Il 30 ottobre 2017, la maggioranza del consiglio comunale di Kalmar ha approvato che il comune pagasse 244,5 milioni di corone per rilevare la proprietà dello stadio dalla squadra calcistica del Kalmar FF, la quale altrimenti sarebbe stata destinata al fallimento per via dei prestiti pregressi e dei costi di gestione. Quest'operazione è stata impugnata da un privato cittadino prima al Tribunale amministrativo, poi alla Corte d'appello e infine alla Corte suprema amministrativa, ma i ricorsi non hanno avuto effetto. Il comune di Kalmar è così diventato il nuovo proprietario a partire dal 18 maggio 2018.
L'11 novembre 2018, nel giorno in cui l'AIK ha conquistato qui in trasferta il suo dodicesimo titolo nazionale all'ultima giornata dell'Allsvenskan 2018, si è registrato il nuovo record di pubblico dell'impianto con 11 991 spettatori presenti, in larga parte tifosi ospiti.
Nel corso del giugno del 2020, il precedente manto in erba naturale è stato sostituito da un nuovo manto in erba ibrida, ma la posa di quest'ultimo ha costretto il Kalmar FF a ritornare eccezionalmente al vecchio Fredriksskans IP per la prima gara casalinga dell'Allsvenskan 2020.